# Kinsale Head
El Kinsale Head és un dipòsit submarí de gas natural situat a la costa del sud d'Irlanda, descobert el 1971 a cinquanta kilòmetres del cap Old Head of Kinsale, a la mar Cèltica, a 90 metres sota l'aigua, que va abastir gas a Irlanda fins al 1996.
La Marathon Oil's Irish subsidiaria de la Marathon Petroleum Ireland Ltd., va començar a explorar la costa del sud d'Irlanda fent introspeccions buscant dipòsit de petroli i, el 1971, va descobrir un dipòsit de gas comercialment viable; el 1978 va començar a abastir gas natural al país. Un cop va començar a declinar passant d'un factor de bioconcentració de 99 per any el 1999 a 8 el 2014, el camp de gas es va començar a explotar també com a lloc potencial de captura de diòxid de carboni i emmagatzematge.